# Gallia
(Gaio Giulio Cesare, De bello Gallico, I, 1)

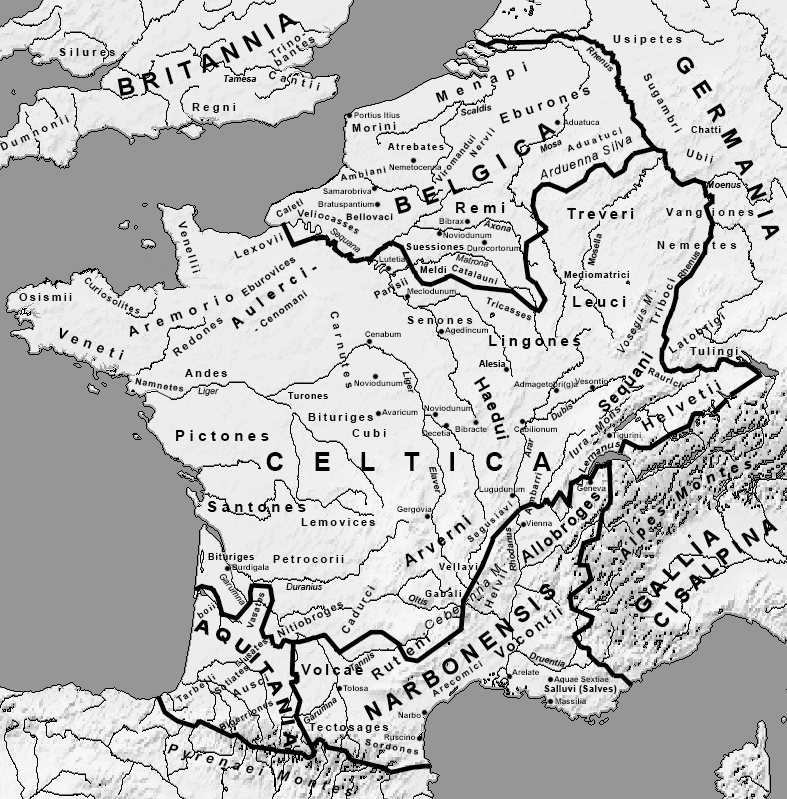
La Gallia all'alba delle guerre galliche. L'etnografia romana aveva suddiviso la Gallia in cinque parti: Gallia Belgica, Gallia Celtica (quasi esattamente corrispondente alla provincia della Gallia Lugdunensis), Gallia Cisalpina, Gallia Narbonensis e Gallia Aquitania.

La Gallia (o Gallia transalpina) era, secondo la nomenclatura geografica dell'età antica, la terra dei Galli, termine che identificava, nel lessico latino, un ampio insieme di popolazioni celtiche continentali. Corrispondeva a un'ampia regione dell'Europa centro-occidentale compresa tra La Manica, il fiume Reno, le Alpi Occidentali, il Mar Mediterraneo, i Pirenei e l'Oceano Atlantico. "Gallia" (Gallia Cisalpina o "togata") venne poi definita dai Romani per un certo periodo in età repubblicana anche parte dell'Italia settentrionale.

## Etimologia
Il termine "Gallia" rimase in uso fino all'età tardoantica e altomedievale, quando la stabilizzazione del Regno dei Franchi portò all'affermazione dell'espressione "Francia" (anche se per tutto il Medioevo il nome "Gallia" resisterà negli scritti in latino).
Gli autori latini usavano inizialmente i nomi Gallia ("Gallia") e Galli, plurale di Gallus, per designare i Celti che vivono in Gallia e nella Galazia, "Γαλατία" in greco.
Il nome di Gallia è stato attestato per la prima volta intorno al 168 a.C., ma il suo uso è probabilmente molto più antico. È stato utilizzato per la prima volta per designare i popoli celtici che avevano colonizzato l’odierna Pianura Padana, poi chiamata Gallia Cisalpina. Tuttavia, fu solo con la conquista della Gallia, ad opera di Giulio Cesare, che questi termini si diffusero ampiamente, con il proconsole romano che ritagliò un'unità geografica arbitraria della civiltà celtica, corrispondente ai limiti geografici della sua conquista.

## Territorio della Galliatransalpina

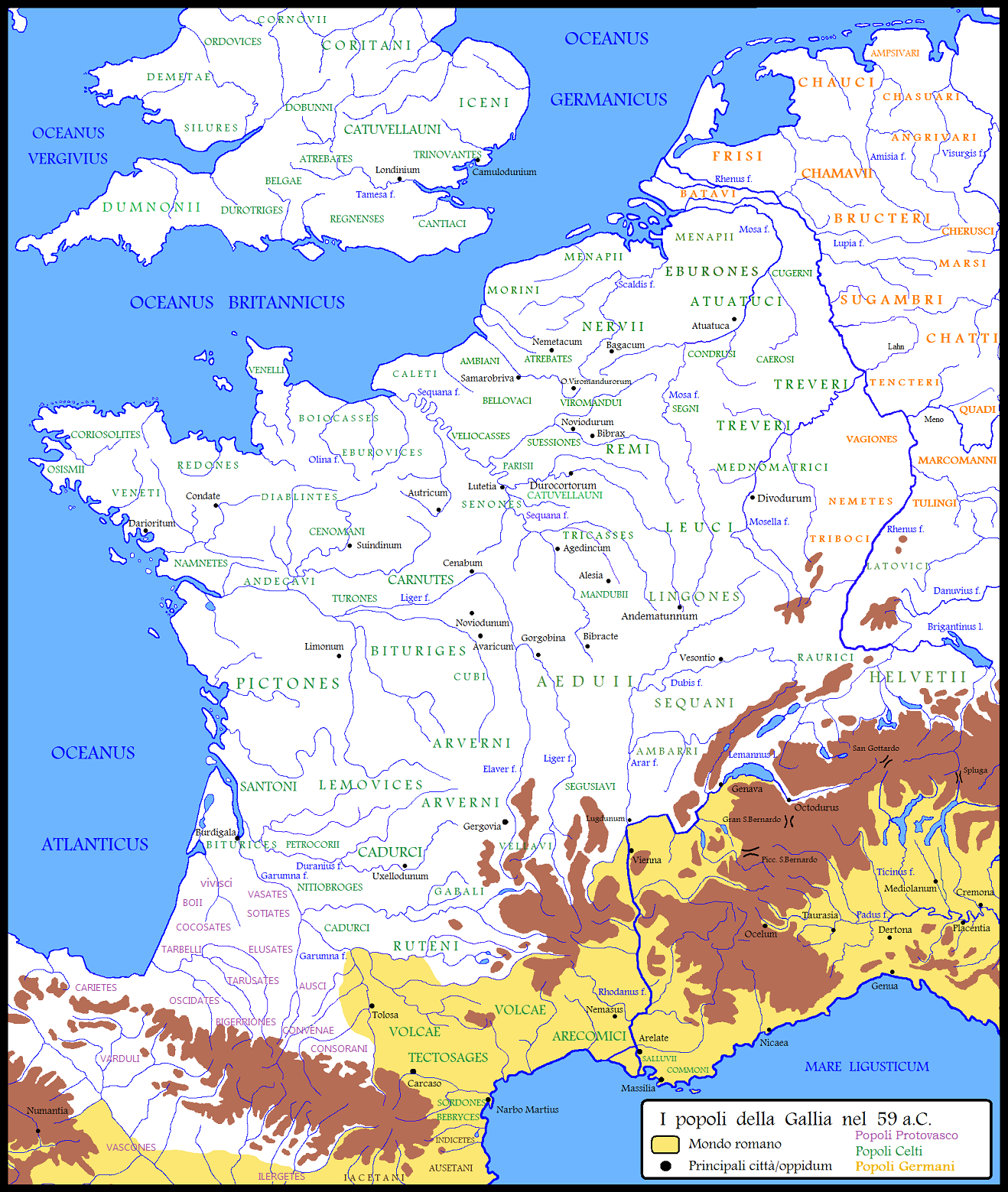
Le popolazioni celtiche in Gallia nel I secolo a.C.

I Romani attribuivano il nome di "Gallia" a diversi territori dell'Europa occidentale abitati da popolazioni di stirpe celtica, chiamati collettivamente "Galli". Con Gallia, tradizionalmente, si fa riferimento alla "Gallia transalpina", un'ampia regione dell'Europa centro-occidentale, delimitata a nord dalla Manica, a sud dal Mar Mediterraneo, a ovest dall'Oceano Atlantico e a est dal fiume Reno e dalle Alpi occidentali e che corrispondeva quindi grossomodo all'area degli odierni Belgio, Lussemburgo, Germania occidentale, Francia e Svizzera.
Ecco come Cesare, il primo conquistatore nel celebre incipit del De bello Gallico, descrive la Gallia:
(Cesare, De bello Gallico, I, 1.)
Accanto alla transalpina, i Romani individuavano anche una "Gallia cisalpina", che si divideva a sua volta in "Gallia cispadana" (a sud del Po) e "Gallia transpadana" (a nord). Era il territorio dove, accanto a popoli di diversa filiazione, si erano insediate diverse tribù galliche. La Gallia cisalpina dal 49 a.C. in seguito alla concessione della cittadinanza romana a tutta l'area, divenne giuridicamente parte dell'Italia romana e in età augustea venne divisa, come il resto d'Italia, in regioni (VIII, IX, X e XI nello specifico).
Il termine "Gallia", anche al plurale "Gallie", fu anche il nome con i quali i Romani, sin dalla Repubblica, designavano collettivamente una più vasta porzione dell'Europa situata a occidente del Reno e che comprendeva le province della Gallia, della Belgica, della Germania e della Britannia (Gallia cisalpina, Gallia narbonense, Gallia Belgica, Aquitania, Gallia lugdunense, Germania Inferiore e superiore, Britannia) abitate da genti celtiche. Basandosi sulla convinzione di un'omogenietà di questa macro-regione, nacquero nel tardo Impero la Diocesi di Gallia (esclusa la Britannia), poi Prefettura del pretorio delle Gallie, una delle grandi divisioni amministrative dell'Impero il cui territorio comprendeva anche la Penisola iberica e il Nordafrica occidentale.

### Oppidaceltici
Numerosi furono i centri urbani-fortificati celtici (oppidum), come Alesia, Avaricum, Bibracte, oppidum di Entremont, Gergovia, Gorgobina e Uxelloduno.

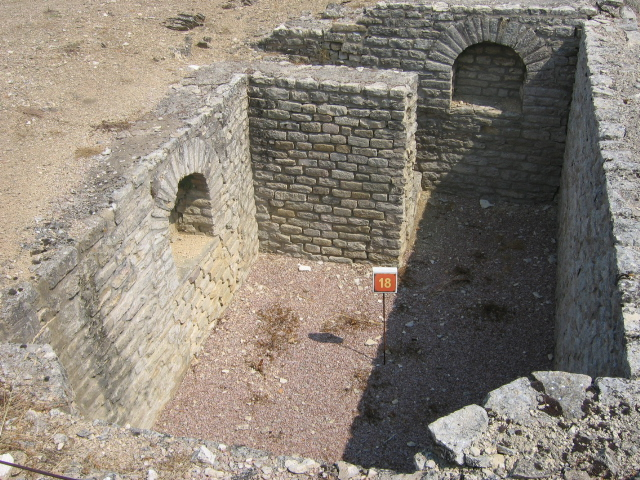
Una casa gallo-romana ad Alesia (Alise-Sainte-Reine).
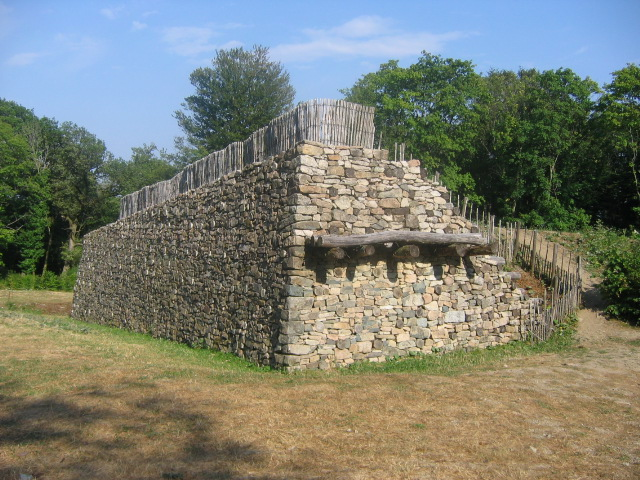
La Porte du Rebout, ricostruzione di un murus gallicus a Bibracte.
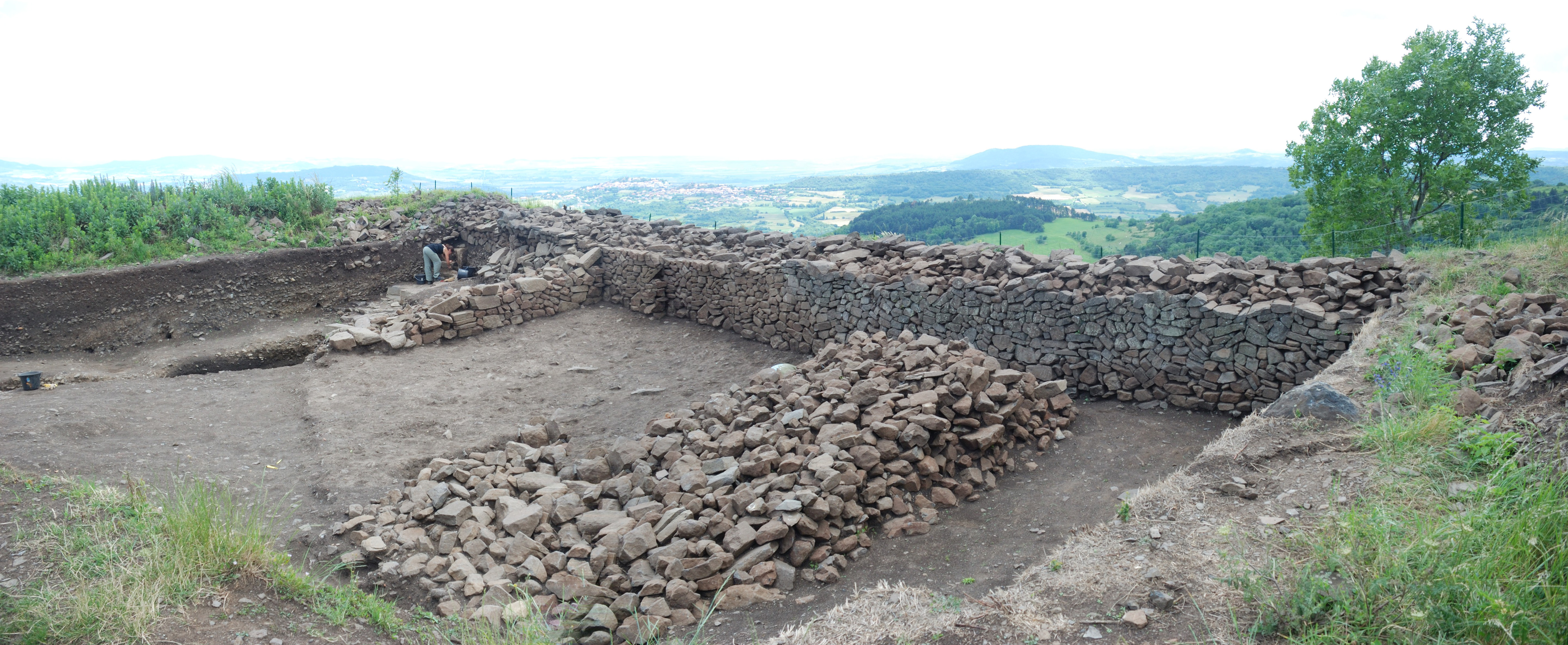
Rovine di Gergovia, capitale degli Arverni.

### Città gallo-romane
In seguito alla conquista romana alcuni furono abbandonati e sostituiti da "vicine" municipii e/o colonieae romane, altri continuarono a sopravvivere come insediamenti gallo-romani: Narbo Martius (Narbona, capitale della Gallia Narbonense), Lugdunum (Lione, capitale della Gallia Lugdunensis), Cenabum (Orléans), Samarobriva (Amiens), Augustoritum (Limoges), Limonum (Poitiers), Condate (Rennes), Divodurum (Metz), Durocortorum (Reims) e naturalmente la Lutetia Parisiorum (Parigi).

## Popolazioni

### Preistoria
Prima dell'insediamento dei Celti, è possibile che antichi elementi indoeuropei fossero già penetrati nel territorio della futura Gallia, almeno nelle frange orientali, anche a partire dal IV millennio a.C.; di queste ipotetiche popolazioni, tuttavia, non esistono testimonianze certe. Nelle aree sudoccidentali (l'odierna Aquitania), invece, erano di certo già stanziate popolazioni antenate degli odierni baschi, fin dal IX millennio a.C.
Lungo le coste mediterranee della Gallia erano stanziati i Liguri, i cui insediamenti proseguivano, senza interruzione, anche in Gallia cisalpina. Nelle regioni orientali della Gallia (Gallia Belgica, corso del Reno, Elvezia) erano presenti popolazioni germaniche, variamente mescolate alle celtiche.

### I Celti
Per i Celti stanziati nelle Gallie invalse, secondo l'uso latino, la denominazione di Galli; questi, a loro volta, erano ripartiti in numerose tribù. Cesare, nel De bello Gallico, distingue tre gruppi principali: i Belgi, stanziati a oriente dei fiumi Marna e Senna e mescolati a popolazioni germaniche; gli Aquitani, stanziati a sud della Garonna e ibridati con elementi iberici (i Vasconi paleo-baschi); e i Galli propriamente detti. Tra questi, Cesare distacca gli Elvezi, stanziati in un'area corrispondente grossomodo alle attuali Svizzera e Germania meridionale e particolarmente valorosi militarmente per via dei continui conflitti con i vicini Germani, e attesta che al momento delle sue campagne tra i Galli si distinguevano due fazioni, capeggiate rispettivamente dagli Edui e dai Sequani, presto scalzati dai Remi.
Originariamente, i proto-celti provenienti dall’est, risalendo la valle del Danubio, si stabilirono nell’Europa centrale. Per queste popolazioni, come molte altre che abitavano in Europa, non è possibile, in questo periodo datare con precisione il fenomeno, a causa della mancanza di una documentazione scritta. Nel caso della civiltà greca, le cui prime testimonianze scritte risalgono al II millennio a.C., si dimostra che questi fenomeni possono essere antichi e complessi, con diverse ondate successive di colonizzazione. Nel caso delle popolazioni proto-celtiche, l'archeologia e la linguistica indicano che dovrebbero aver iniziato a svilupparsi a nord delle Alpi e nella Gallia orientale nel II millennio a.C.
Già nella prima metà del I millennio a.C. le popolazioni celtiche costituiranno una parte significativa della popolazione delle varie regioni della Gallia.
Le prime indicazioni dirette della presenza dei Celti in Gallia sono date dai Greci di Focea, che fondarono pacificamente la colonia di Massalia intorno al 600 a.C., in accordo con la tribù celto-ligure locale dei Segobrigi, un nome che significa "il potente vittorioso" (brigo= potente, sego = vittoria, vittorioso). I greci svilupparono scambi con le tribù indigene e presto organizzarono, da Massalia, un enorme traffico commerciale con l'Europa settentrionale, il quale sarebbe stato decisivo per il futuro sviluppo delle popolazioni della Gallia.
Sappiamo anche, attraverso le testimonianze scritte dei Greci e dei Romani, di importanti migrazioni celtiche verso l'Oriente, verso l'Italia e verso il Danubio, nel V e nel IV secolo a.C., in particolare col famoso episodio del sacco di Roma da parte dei Galli all'inizio del IV secolo a.C.
All'epoca della conquista romana (I secolo a.C.), esistevano antichi e forti legami tra la Gallia e gli altri territori occupati dai Celti in Europa, dal Norico all’isola di Britannia, come indica la presenza di testimonianze archeologiche danubiane tra i guerrieri gallici, o gli importanti legami tra le popolazioni belgiche della Gallia settentrionale e quelle del Tamigi.
Questi legami si spiegano da un lato con la presenza della stessa tribù su territori diversi in Europa, e dall'altro con l'esistenza di una rete di clientele comprendenti alcune tribù, alcuni popoli con legami di parentela tra loro, più ricchi o più numerosi e probabilmente con un territorio più ampio. L'esistenza di federazioni di popoli è attestata in tutto il mondo celtico: tra i popoli della Gallia Cisalpina nel III secolo a.C., nel sud della Gallia nel II secolo a.C. (Salluvi) o nella Gallia Comata prima della guerra galliche (Arverni, Edui, Biturigi e Sequani).
Insomma, dei tanti popoli o federazioni di popoli presenti in Gallia alla vigilia della conquista romana, esistono ancora tracce di confini la cui esatta posizione è tuttavia oggetto di dibattito, e un sostrato linguistico a lungo sottovalutato. Infine, l'etimologia ha mantenuto il nome di popolazioni galliche, un nome che si riferisce ancora agli abitanti delle attuali regioni e città francesi: ad esempio la regione francese dell'Auvergne, in italiano Alvernia, che corrisponde grossomodo al territorio dell'antica tribù gallica degli Arverni.

### Lingue
La maggior parte degli abitanti della Gallia protostorica parlano principalmente 3 lingue, suddivisi in diversi dialetti. Giulio Cesare, tuttavia, ricorda che ai suoi tempi le tre parti della Gallia si distinguevano per i loro costumi e la loro morale, ma anche per la loro "lingua". Sembrerebbe allora che nella Gallia celtica tra la Senna e la Garonna, come nella Gallia Cisalpina, i Celti parlassero una lingua appartenente al gruppo celtico continentale, mentre gli Aquitani tra la Garonna e i Pirenei parlassero una lingua affine al proto-basco: l'Aquitano. Infine parte dei belgi potrebbero essersi espressi in un dialetto proto-germanico. Comunque, se gli indizi toponomastici, i nomi tribali e antroponimi, così come le rare iscrizioni scoperte, mostrano chiaramente l'origine celtica della lingua parlata, o anche un altro idioma indoeuropeo, d'altra parte, non ci sono testimonianze oltre a quella di Cesare (germani cisrhénani), che il germanico sia stato parlato prima del graduale e successivo insediamento dei Germani nella Gallia settentrionale.
Il gallico
Il gallico era una lingua celtica della famiglia linguistica indoeuropea, vicina all'antica lingua britonnica, ma di essa non vi sono molte prove, nonostante un corpus crescente di iscrizioni lapidarie o di altre iscrizioni scoperte dall'archeologia, i molti antroponimi e toponimi che a volte hanno una stretta equivalenza in Gallia, così come gli sviluppi fonetici comuni. Alcuni ricercatori non hanno esitato a menzionare l'esistenza di un gallo-brittonico. Il bretone, pur appartenendo per la maggior parte al gruppo brittonico, potrebbe essere stato influenzato da un substrato gallico.
La lingua d'oïl è la lingua romanza più influenzata da un substrato celtico (da 150 a 180 parole su quasi 400 termini contenute in tutte le lingue romanze). L'ipotesi dei dialetti gallici è stata ripresa da John Rhys, che si riferisce ad un dialetto "celtico" (conservazione di -qu-, ad esempio Sequana "la Senna", il mese di EQVOS) o Joshua Whatmough, mentre per Pierre-Yves Lambert "anche se l'idea di dialetti diversi in gallico non è irrazionale di per sé.... non si basa su prove solide al momento".

### Durante la dominazione romana
A partire dall'istituzione della provincia della Gallia narbonense, nel 121 a.C., le Gallie furono sottoposte a un intenso processo di latinizzazione, attraverso la fondazione di colonie (quali Narbona) e altre forme di insediamenti, per esempio quelli militari. Identico processo ebbe in seguito luogo nelle province di Aquitania, Gallia Lugdunense e Gallia Belgica, conquistate da Cesare tra il 58 e il 50 a.C.
L'Impero romano diede un forte impulso al processo di assimilazione culturale nei confronti dei Celti autoctoni; a questo processo contribuirono sia la spontanea adesione allo stile di vita e alla lingua del nuovo ceto dominante, sia la pressione coercitiva esercitata dagli organi detentori del potere. Ne è un efficace esempio l'operato dell'imperatore Claudio, che da un lato proibì la pratica del druidismo, e dall'altro cooptò nel Senato romano esponenti delle classi dirigenti galliche. Il processo di fusione dell'elemento celtico con quello latino ebbe luogo già durante l'epoca imperiale romana, come attesta la rarefazione delle testimonianze in lingua gallica: già a partire dal I secolo l'uso scritto di tali lingue appare in netto regresso.
A partire dal III secolo si fece sempre più decisa la pressione germanica sulla regione, a partire dai suoi confini orientali (Gallia Belgica e fiume Reno), generando processi di fusione analoghi a quelli già da tempo in atto con i latini. Anche in questo caso, tuttavia, e nonostante la superiore organizzazione sociale e culturale dei Galli, fu il più numeroso e dinamico elemento germanico a prevalere.

### Dopo il ritiro di Roma
Dagli inizi del V secolo la Gallia fu investita dalle invasioni di numerosi popoli germanici: nel 406 i Burgundi e i Vandali (che includevano numerosi elementi suebi e alani), nel 412 i Visigoti, nel 451 gli Unni (che però erano di lingua mongola). I Franchi erano invece già da tempo stanziati lungo il basso corso del Reno, e anzi si opposero militarmente alla grande ondata migratoria del 406; in seguito, estesero ampiamente la propria influenza.

## Storia

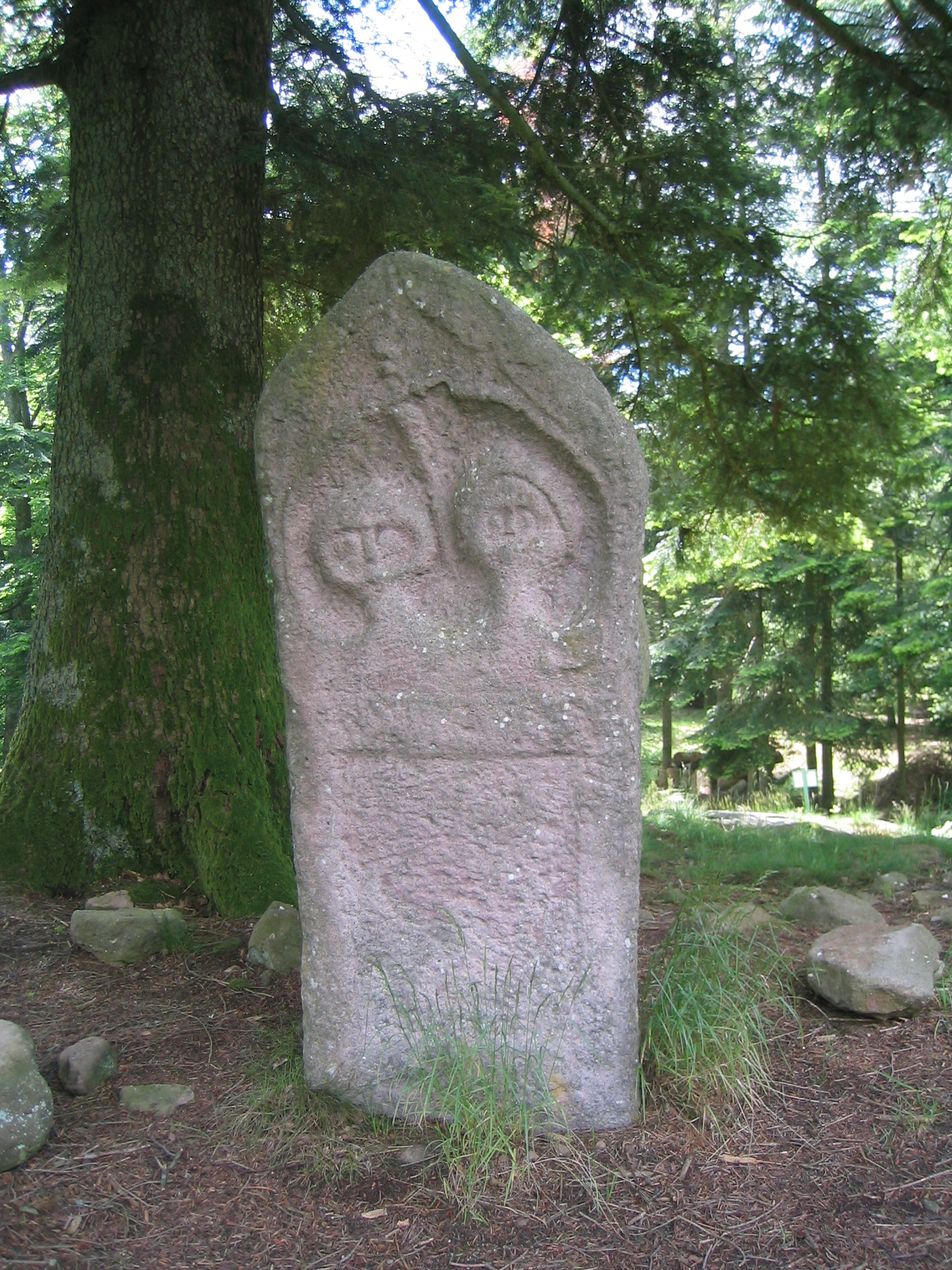
Stele funeraria celtica a Saint-Dié-des-Vosges

### L'apogeo dei Celti (V-III secolo a.C.)

#### L'insediamento nelle Gallie
I Celti, probabilmente formatosi come popolo indoeuropeo a sé stante in un'area dell'Europa centrale compresa tra le attuali Germania meridionale e la Francia orientale, si espansero fino alle coste atlantiche dell'odierna Francia e lungo il corso del Reno tra i secoli VIII e V a.C., nel corso dell'Età del Ferro (culture di Hallstatt e di La Tène). Più tardi, a partire dal 400 a.C. circa, penetrarono nell'odierna Italia settentrionale.

#### L'espansione verso sud
Nei secoli successivi i Celti furono la popolazione dominante di un'ampia area dell'Europa centro-occidentale, incluse le Gallie, che devono il loro nome proprio al termine impiegato dagli autori latini per indicare i Celti: Galli. Essi erano già noti ai Greci e ai Fenici che, navigando, erano giunti ad avere contatti commerciali con loro (soprattutto lungo le coste del Golfo del Leone). Tra il V e il II secolo a.C. i Galli rimasero frazionati in numerose tribù, spesso in lotta fra loro; questa endemica conflittualità, tuttavia, non pregiudicò la loro indipendenza, almeno durante quel primo periodo.
Il primo evento storico ricordato che ha Galli come protagonisti è il sacco di Roma del 390 a.C., quando i Senoni guidati da Brenno attaccarono la città e la saccheggiarono. La storiografia latina, accanto alla leggenda delle oche capitoline che avrebbero scongiurato l'occupazione del Campidoglio, riporta la cocente umiliazione inferta ai Romani quando Brenno chiese oro in cambio della sua ritirata da Roma; i Romani non avrebbero mai più dimenticato questa lezione e fino all'arrivo di Alarico, Roma non sarebbe più stata saccheggiata.

### Gallia romana
Schematicamente, la conquista romana della Gallia si svolse in tre fasi:
- la conquista della Gallia cisalpina, compresa la pianura cispadana e il transpadano (fine del III secolo a.C.), che presto sarà chiamata "Gallia in toga" (Gallia togata);
- la conquista della Narbonense, cioè del sud-est della Francia e della valle del Rodano (ultimo quarto del II secolo a.C.), denominata "Gallia con le brache" (Gallia bracata) in contrapposizione alla Gallia cisalpina;
- la conquista della "Gallia comata", cioè il resto della Francia, del Belgio e dell'altopiano svizzero (metà del I secolo a.C.).

La Cisalpina, integrata in Italia sotto la Repubblica, divenne un'estensione di Roma, mentre la Narbonense costituiva una "provincia" romana situata fuori dall'Italia (il termine latino provincia, letteralmente "precedentemente sconfitto", ha dato il nome Provença in occitano, "Provence" in francese).
I nomi "Gallia" e "Gallie” rimasero in uso per designare le province romane che si estendono sul resto di questi territori (Francia, Belgio e l'attuale altopiano svizzero) e i loro abitanti romanizzati (nell'archeologia e nella storiografia ci si riferisce con il neologismo gallo-romani).
Nel 12 a.C., Augusto stabilì la prima "istituzione" sovraprovinciale dell'Impero con il "concilio delle tre Gallie" (concilium trium Galliarum) che riuniva ogni anno a Lugdunum i rappresentanti delle città di Lione, della Gallia Aquitania e della Gallia belgica per celebrare il culto imperiale. Questo gesto non fa che confermare i legami di lunga data che esistevano tra gli abitanti di questi territori. Sono questi legami, intrecciati tra varie persone, che possono in definitiva spiegare il carattere unitario che la descrizione della Gallia di Cesare quasi mezzo secolo prima rivelava, al di là delle disparità. 

#### Gallia cisalpina e Narbonense
Alla fine del III secolo a.C. i Galli aiutarono l'esercito di Annibale proveniente dalla Spagna ad attraversare le Alpi e in seguito a combattere nella Pianura Padana contro le truppe inviate contro di lui da Roma. La sconfitta di Annibale e la progressiva espansione della repubblica portò prima all'occupazione della Gallia cisalpina (eretta a provincia romana in data imprecisata, ma intorno al 95 a.C.), e poi al consolidamento di una testa di ponte oltralpe: la provincia Gallia narbonense, corrispondente grossomodo alle odierne regioni della Francia di Linguadoca, Provenza e parte del Midi-Pirenei e comprendente la zona di Tolosa, tutta la fascia costiera mediterranea fino alle Alpi Marittime e all'alta valle del Rodano Quest'ultima provincia, istituita attorno al 121 a.C., avrebbe rappresentato il punto di partenza per le conquiste di Giulio Cesare ed era unita alla capitale mediante la via Aurelia. Nel 118, inoltre, fu fondata la sua capitale, Narbona, e, l'anno successivo (117), ultimata la via Domizia, che collegava l'Italia con la Spagna, passando per la Gallia meridionale.

#### Conquista della Gallia Comata

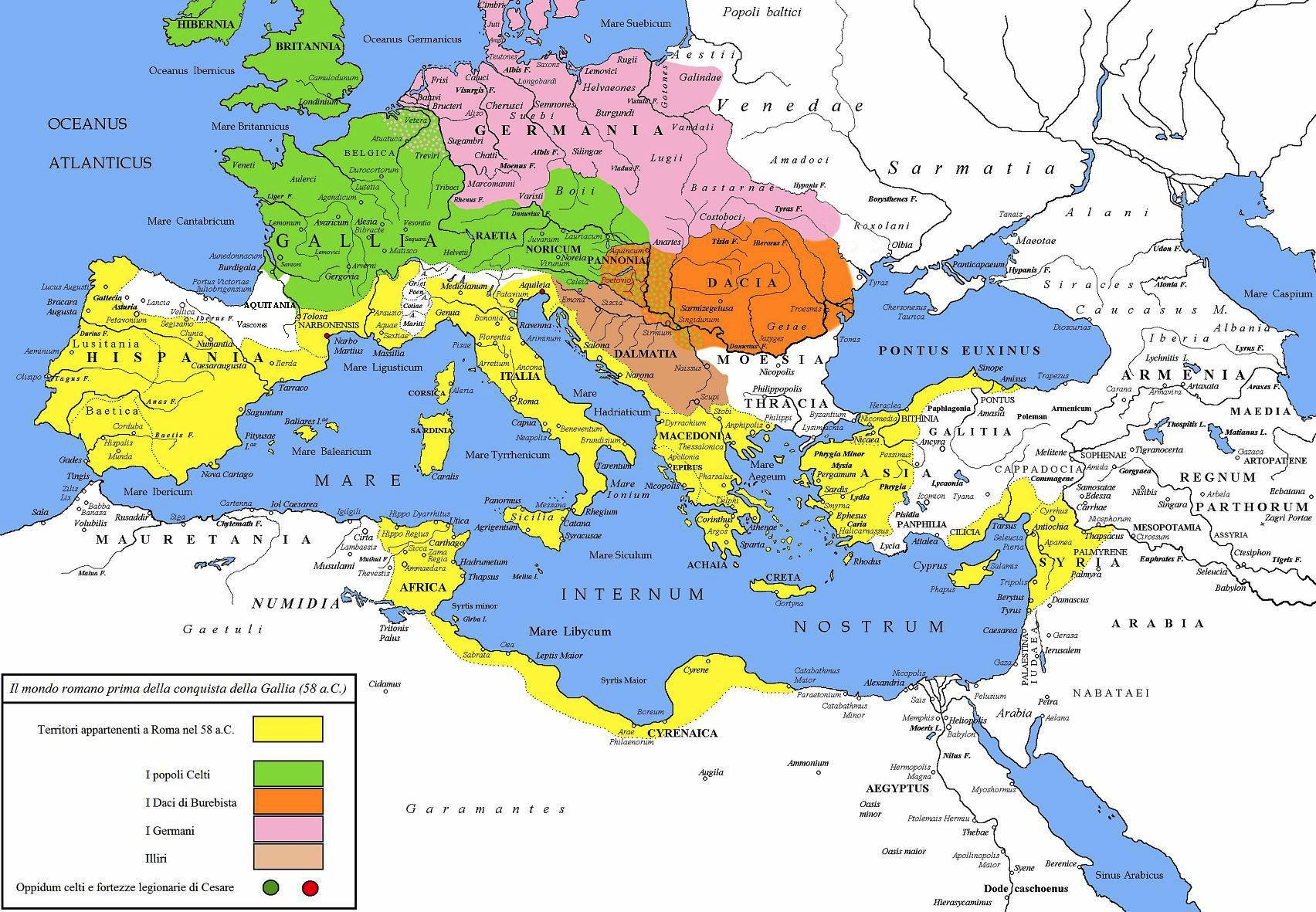
Il mondo romano nel 58 a.C., prima della conquista della Gallia da parte di Cesare.

Fattosi nominare proconsole e governatore della Gallia narbonense, nel 58 a.C. Cesare partì alla conquista del territorio ancora non occupato spingendosi fin sulla Manica ed in Belgio. Narrò le proprie imprese nel De bello Gallico, cronaca in cui sono riportati anche i costumi e le usanze delle molteplici tribù galliche che via via incontrò e sconfisse.
L'ultimo sussulto della resistenza gallica all'occupazione avvenne nel 52 a.C. quando i Galli si coalizzarono sotto la guida del carismatico capo Vercingetorige, che venne però sconfitto nell'assedio di Alesia, catturato e portato a Roma in catene per sfilare dietro al carro del vincitore ed essere giustiziato.

#### Gallia Comata, provincia romana
A partire dal 50 a.C. i destini della Gallia e quelli dell'Impero romano furono comuni, di pari passo con la romanizzazione dei Galli e la costruzione di cittadine, strade e acquedotti. Ancora oggi si possono ammirare le opere romane ad Aix-en-Provence, Arles e Nîmes. Inoltre città come Lione e Parigi furono fondate su siti di preesistenti villaggi gallici. Il confine sul Reno fu il punto massimo di espansione romana stabile e duratura verso la Germania.
I cambiamenti apportati dal conquistatore hanno a lungo messo in ombra qualsiasi idea di sopravvivenza della precedente cultura celtica: in primo luogo, il sincretismo religioso romano e la proibizione del druidismo portanorino certamente alla scomparsa di una religione celtica di cui si possono carpire solo pochi tratti, grazie all'archeologia, da un lato, e al confronto con alcuni resti romani, dall'altro e soprattutto al confronto con le fonti letterarie isolane (vedi ad esempio la mitologia celtica irlandese e la letteratura celtica gallese).
Anche i quadri di potere - l'amministrazione romana -, l'economia, l'arte, soprattutto l'arte monumentale, e la cultura letteraria latina, si impongono, forse tanto più facilmente perché nulla di preesistente può competere con loro.
Dopo la conquista romana della Gallia, completata nel 51 a.C., la romanizzazione fu rapida tra le élite. Tuttavia, non si sa quale sia la sua esatta progressione e profondità nei confronti della gente comune. In ogni caso, in molti settori della vita quotidiana deve rimanere disomogeneo o addirittura limitato, come dimostrano diversi esempi.
Il riutilizzo del sito del santuario celtico di Gournay-sur-Aronde, in Gallia, in Belgio, o l'ex-voto delle fonti della Senna, dimostrano, come molti altri luoghi sacri per i Galli durante il periodo dell'indipendenza, che i luoghi di culto romani hanno esteso le antiche usanze.
L'abbandono degli oppida è un fatto provato a partire dalla seconda metà del I secolo a.C. Da quel momento in poi, sorgono le città romane, sia nel luogo dell'oppidum precedente gallico, sia in un'area più ampia adattata ad un periodo di pace.
Quando nel III secolo si verificò una certa "barbarie" dell'Impero, si introdussero a loro volta nella cultura imperiale caratteristiche di civiltà rimaste in vigore fin dal periodo dell'indipendenza: il mantello gallico che diede il suo soprannome all'imperatore Caracalla non poteva essere sostituito dallo stile di vita del conquistatore romano. In molti campi relativi all'artigianato, dove i Galli eccellevano, le loro invenzioni sono essenziali: è il caso, in particolare, della botte di legno che si distingue dalle più fragili e piccole anfore. La lorica gallica fu adottata dai Romani nei primi secoli della Repubblica, considerata più pratica delle armature elleniche, mentre l'elmo gallico imperiale fu adottato dai legionari nel I secolo a.C., così come i cervelli o cervelli corti per i soldati d'Occidente.
Amministrativamente, la Gallia fu inizialmente ripartita in quattro province: alla già esistente Gallia narbonense si aggiunsero l'Aquitania, la Gallia lugdunense e la Gallia belgica. Tra il 27 e il 15 a.C. Augusto potrebbe aver diviso la provincia imperiale della Gallia Comata in tre province (forse governate ciascuna da un praefectus Augusti o da un legatus Augusti), sottoposte ad un unico governatore centrale (il legatus Augusti pro praetore delle tres Galliae o Gallia Comata) con sede a Lugdunum. Più tardi, forse subito dopo l'abbandono dei progetti espansionistici di occupazione della Germania Magna (attorno al 17 d.C.), Tiberio potrebbe aver istituito due distretti militari lungo il corso del Reno, le future province di Germania superiore e Germania inferiore.
Negli anni di Tiberio e Nerone, ci furono focolai di rivolta contro il dominio romano, tutti sedati con una certa rapidità. Per tutto il II secolo, fino alla dinastia dei Severi, la Gallia fu caratterizzata da un notevole sviluppo economico e sociale.
Nel corso del III secolo i movimenti migratori delle popolazioni germaniche verso sud-ovest, fino a quel momento contenute, provocarono invasioni e devastazioni nel territorio gallico. Dalla metà del secolo, centro di rilievo del mondo gallico divenne Treviri, nella Gallia Belgica, che per circa un quindicennio fu anche capitale di un autonomo Impero delle Gallie, che comprendeva le regioni più occidentali dell'impero, dalla Britannia alla Penisola Iberica.

### Gallia nella tarda antichità
Alcune delle caratteristiche dell'antica Gallia continuarono anche dopo la caduta dell'Impero Romano.
Quando l'amministrazione imperiale romana crollò, la Gallia si "germanizzò" lentamente e parzialmente. La presenza di toponimi germanici è attestata inizialmente ai suoi margini, a causa del ripopolamento, spesso a scopo difensivo e organizzato da Roma, di regioni colpite da crisi ed epidemie. Questi insediamenti duraturi di coloni "barbarici" hanno avuto luogo nell'Impero Romano durante il IV e V secolo. Furono così costituiti contingenti franchi in Belgio, alemanni in Alsazia e Svizzera, burgundi in Savoia.
Anche la data convenzionale del crollo dell'Impero Romano d'Occidente nel 476 e il battesimo del re dei Franchi Clodoveo, intorno al 496, non segnano una rottura in questo senso: questi eventi si svolgono in un'epoca in cui franchi, burgundi e visigoti detenevano già da tempo il monopolio sulle questioni militari.
Inoltre, le famiglie della nobiltà gallo-romana continuarono a lungo a concentrare la maggior parte del vero potere politico nelle città episcopali: i "patrizi " o i vescovi, sono i veri rappresentanti della popolazione. Così, la nuova cultura sviluppatesi in Gallia dopo il periodo imperiale è soprattutto cristiana, e per molti aspetti agostiniana.
La diffusione del cristianesimo in Gallia, si diffuse attraverso i mercanti e gli artigiani provenienti dall’Oriente e grazie agli eserciti, prima nelle città lungo le vie di comunicazione principali (Loira, Reno e valli della Senna) e poi, dall'editto di Milano del 313, ai villaggi il cui emblematico evangelizzatore fu San Martino di Tours.
Dopo le prime rivolte dei Bagaudi, a partire dall'Armorica (odierna zona compresa tra Normandia e Bretagna) iniziò a manifestarsi un certo malessere che colpì i contadini, durato fino al V secolo. La riorganizzazione amministrativa di Diocleziano (fine III-inizi IV secolo) interessò anche la Gallia. Nel IV secolo, le quattro province che erano state create da Augusto divennero quattordici, e più tardi persino diciassette, raccolte poi in due diocesi: Gallie e Viennese, dipendenti dal prefetto del pretorio preposto alle Gallia, Britannia e Spagna. Nel corso di questo secolo, nonostante la pressione germanica, la situazione gallica rimase abbastanza stabile e la regione conobbe un periodo di sostanziale benessere.
Nel III secolo l'impero romano entrò in un periodo di profonda crisi, che nelle province galliche si tradusse in una debolezza militare tale da consentire l'attacco di nuove tribù di stirpe germanica, che attraversano sempre più spesso il confine. Queste tribù si stanziano nei territori che precedentemente appartenevano ai Galli; tra queste spiccò presto quella dei Franchi, stanziati inizialmente lungo il basso corso del Reno.
Nel 406, probabilmente grazie a un inverno eccezionalmente rigido che consentì ai nomadi germani di attraversare a piedi il Reno ghiacciato, numerose nuove popolazioni irruppero in Gallia. Un ruolo di rilievo ebbero Visigoti e Burgundi, che nei decenni seguenti diedero vista a regni romano-barbarici in ampie aree della Gallia.
Nel 451 la Gallia subì l'incursione degli Unni di Attila, sconfitto tuttavia dal generale Ezio. Con il V secolo, comunque, il dominio romano sulla Gallia fu di fatto cessato. Al suo interno si formarono diversi regni romano-barbarici; tra i principali e più duraturi, quello dei Franchi a nord, quello dei Visigoti a sud-ovest e quello dei Burgundi a est. Nei secoli successivi sarebbero prevalsi i Franchi, tanto che da loro la Gallia avrebbe preso il nuovo nome di "Francia"; da questo momento in poi finisce la storia della Gallia e inizia quella della Francia.

## Economia

### Agricoltura e alimentazione
Il territorio gallico, contrariamente all'idea comune che fosse ricoperto in gran parte da foreste, in cui i Galli cacciavano principalmente, è invece in gran parte disboscata per erigere terreni agricoli, con molte aziende agricole. Nel I secolo a.C. lo sfruttamento delle terre fu attivamente promosso. Analisi palinologiche della copertura vegetale della pianura del Vaise, nei pressi di Lugdunum, rivelano terreni coperti da campi coltivati e prati erbacei per il bestiame, i boschi rappresentano meno del 5% del paesaggio, risultati che possono essere estrapolati nella maggior parte delle regioni. Durante le sue campagne, Cesare trovò sempre il grano necessario per nutrire le sue truppe, e il soldato romano era un grande consumatore di grano. I porti fluviali situati nei pressi delle regioni produttrici fungevano da magazzini in cui si concentrano le riserve di grano. Questo è il caso di Orléans, sulla Loira, dove si può supporre che Beauce avesse, da quel momento, importanti aree di terra. È il caso anche di Chalon-sur-Saône e Mâcon, sulla Saona, e anche di Amiens, che veniva utilizzato come emporio nel nord della Gallia. Quasi tutte le città avevano campi di grano propri e potevano essere autosufficienti: fino alle vicinanze dei Pirenei si raccoglieva il grano, anche i terreni poco fertili delle Fiandre, allora coperti di paludi, producevano grano. Il caso di Angiò, dove Cesare menziona espressamente il difetto del grano, è isolato. Forse questa assenza è stata temporanea o accidentale. Tra le famose terre di grano dell'epoca, dobbiamo menzionare la regione di Tolosa, i Vosgi, i Cavares e la bassa valle del Rodano, la Borgogna (soprattutto), così come la terra dei Biturigi e dei Carnuti. A nord e nord-est, anche Soissons e lo Champagne erano abbastanza ricchi. Una produzione agricola abbondante e di alta qualità era garantita dall'ingrasso del terreno con letame, dall'aratura efficiente con aratri metallici e potenti accoppiatori.
Studi archeobotanici (in particolare carpologia o palinologia) dimostrano che i Galli mangiavano principalmente cereali (amido, farro e frumento, avena, miglio comune e miglio uccelli; ortaggi (rape, cavoli), in proporzione variabile a seconda della regione, in quantità minori di legumi (lenticchie, fagioli, piselli), piante selvatiche (alghe, malva, uva spina) o semi oleosi (papavero, lino, camelina). I cereali, a basso contenuto di glutine venivano consumati sotto forma di grani schiacciati, semole, zuppe a base di farina arrostita o torte di pasta non fermentata. Il pane di grano bianco faceva la gioia dei nobili gallici e la bramosia degli altri popoli. Il grano era il cibo principale del popolo. L'uso di condimenti (pepe d'acqua, ravanello, senape nera) è raro ad eccezione del sale, quello di piante aromatiche orientali e mediterranee (finocchio, origano, santoreggia) compare a partire dal I secolo. Il consumo di frutta comprende le specie selvatiche (ciliegie, lamponi, fragole, nocciole, uva, ghiande, sambuco), gallica (prugna) o specie coltivate in epoca romana (olivo, pera, fico, vite).
L'archeozoologia mostra che la carne proveniva dal bestiame e raramente dalla caccia (conigli, cervi, caprioli o cinghiali serviti al tavolo dei nobili), uno sport nobile, era un’attività marginale (dall'1,3% nel IV secolo a.C. a meno dell'1% nei secoli successivi). Si trattava principalmente di maiali, ma anche di carne bovina nella Gallia centrale, capre e pecore nel sud e cavalli nel nord, più episodicamente cani, cavalli o pollame. Lo stufato di cane veniva consumato occasionalmente. I salumi e gli insaccati gallici erano famosi a Roma. Il pollame, anche se sfruttato, era scarsamente consumato.
Il filosofo greco stoico Posidonio, nelle sue opere, descrive le bevande galliche. La gente beveva idromele, sidro di mele e pere e soprattutto la cerevisia, una birra a base di orzo, mentre l'élite consuma vino puro, a differenza dei greci e dei romani che lo bevevano aromatizzato. La coltivazione della vite, al momento della conquista, non era molto diffusa in Gallia e non andava oltre la zona di Marsiglia. Il vino, una bevanda rara, veniva quindi importato da Roma o dalla vicina Gallia cisalpina, ed era considerato un lusso: uno schiavo veniva scambiato con un'anfora di vino, ad esempio. Con l'intensificarsi degli scambi commerciali con Roma (l'archeologia subacquea lo stima a un milione di anfore all'anno), il vino è diventato gradualmente più accessibile a tutti. In totale, più di dieci milioni di ettolitri sono stati importati dalla Repubblica Romana e dalla Provincia tra il 150 e il 50 a.C.

### Allevamento equino

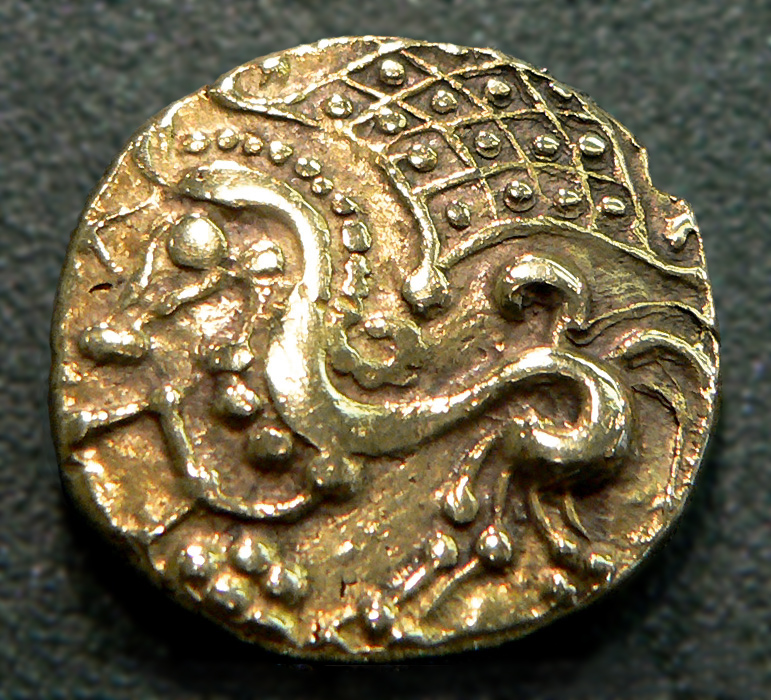
Statere in oro rinvenuto presso Parigi, raffigurante un cavallo

Il cavallo ha sempre avuto un ruolo importante nella vita dei Galli, fino al punto di apparire sulle loro monete. Si dice che la cavalleria fosse un elemento essenziale della loro potenza militare. Durante la conquista della Gallia, il numero di cavalieri coinvolti fu enorme, il che significava che l'allevamento di cavalli era molto attivo. L'allevamento del cavallo ha contribuito notevolmente alla reputazione del contadino e non dimentichiamo che Epona, l'unica dea gallica integrata nel pantheon romano, era rappresentata in compagnia di un cavallo. I nobili gallici (gli equites) servivano a cavallo e l'uso permanente dei carri richiedeva un gran numero di cavalli da tiro. Tuttavia, già nel IV secolo a.C. i Galli che combatterono all'estero come mercenari, scoprirono i grandi cavalli mediterranei, diversi dai cavalli autoctoni che corrispondevano ai nostri attuali pony, e li si affezionarono. Tuttavia, sembra che l'allevamento si sia sviluppato ulteriormente sotto il dominio romano.

### Il commercio
L'abbondanza di risorse ci fa intuire l'importanza della rete stradale e del commercio. Anche in questo settore i Galli hanno beneficiato dello sforzo sostenuto dalle popolazioni precedenti. La diffusione dei materiali più ricercati dai loro centri di produzione ha portato alla ricerca dei percorsi più semplici. Il commercio di stagno, che continuò fino all'età del ferro, ebbe il maggiore impatto sullo sviluppo delle strade. La posizione e la rarità dei depositi di questo metallo ha determinato le direzioni del traffico. Il minerale importato proveniva principalmente dal Guadalquivir (civiltà tartessica) e dalla Cornovaglia, da lì il metallo veniva portato sulla costa della Manica e da lì alla foce della Loira, percorrendo le valli per entrare nell'interno del paese. Oltre allo stagno, Roma importava principalmente sale, grano, ferro e molti schiavi (prigionieri dei popoli vicini) dalla Gallia.
All'inizio dell'età del ferro, il commercio non era più limitato alle materie prime. Dall'Europa centrale, attraverso il Danubio, arrivarono i modelli delle spade di ferro che entrarono in Gallia attraverso il divario tra i Vosgi e il Giura e la valle del Doubs. Ci sono anche oggetti importati dall'Italia: secchi cilindrici detti cisti, o coni tronco-conici detti situle, entrambi realizzati in bronzo fuso. A volte vasi etruschi e greci li accompagnano nei più recenti tumuli della Gallia Orientale. Questo traffico avviene per la stessa via sul Danubio. Dalla scoperta del cratere di Vix, si è discusso a lungo su dove poteva essere trasportato questo enorme vaso. Oltre alle rotte classiche, abbiamo considerato il Grand San Bernardo e soprattutto la Valle del Rodano, ma niente di decisivo. Se il corridoio del Rodano rimane al di fuori del grande movimento commerciale, è perché la costa, tranne Marsiglia, e la bassa valle del Rodano sono ancora nelle mani delle tribù Liguri, non molto aperte al commercio. Queste tribù arretrate costituivano una zona di transizione tra la civiltà mediterranea e quella celtica, i cui limiti meridionali non superano quasi mai la zona di Lione. Inoltre, Vix si trova mirabilmente nel punto in cui l'itinerario protostorico della bassa e media Valle della Loira, presso lo spartiacque di Belfort, ha intersecato il percorso segnato dalla Valle della Senna.
Solo dopo la discesa dei Galli sulla costa provenzale si possono finalmente stabilire relazioni dirette tra Marsiglia e il mondo celtico. Da quel momento in poi, un brillante futuro si è aperto al sentiero più espressivo che la natura aveva tracciato sul suolo della Gallia. Questo itinerario segue il corridoio del Rodano fino alla curva della Saona a Châlon, attraverso i passaggi della Borgogna, raggiungendo il bacino della Senna e la zona di Parigi. Da lì si può seguire il fiume fino alla foce o raggiungere il Passo di Calais. L'ascesa del porto fluviale di Chalon-sur-Saône nel III secolo a.C. ha fissato la data a partire dalla quale questo percorso è stato seguito regolarmente. Veniva utilizzato per il traffico di latta, ci ha trasmesso Diodoro, secondo la relazione di un autore più anziano, dettagli precisi sul suo utilizzo: i mercanti acquistavano il metallo dagli abitanti dell'isola di Bretagna (l'attuale Gran Bretagna), lo trasportavano sul continente, poi attraversando la Gallia per circa trenta giorni, conducevano il loro carico fino alla foce del Rodano. Un altro geografo greco, Strabone, si riferisce a una comunicazione essenzialmente fluviale utilizzata per il trasporto di tutte le merci. Risalire i fiumi Rodano e Saona e dopo aver lasciato questo fiume, cosa possibile solo a Chalon, si doveva raggiungere la Senna via terra e, da lì, raggiungere l'oceano.

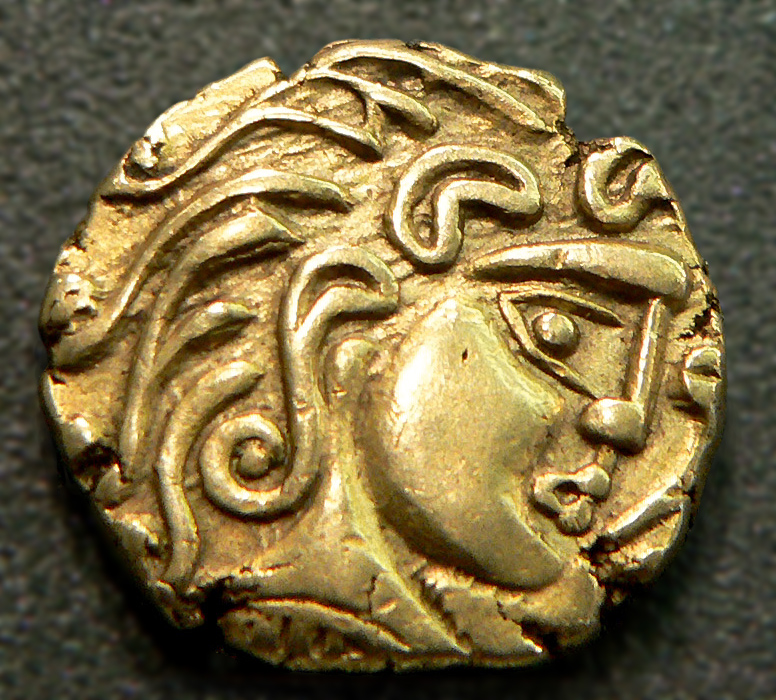
Monete galliche: statere in oro rinvenuto presso Parigi (rovescio)

### Le valute
Ogni popolo gallico era indipendente in termini di conio, alcuni erano più produttivi di altri, ma vi sono tutte le ragioni per supporre che le monete fatte con metalli preziosi circolassero tra i popoli vicini.
Nel VI secolo a.C., la colonia greca stabilitasi a Marsiglia batté moneta. Gradualmente, si diffuse tra i popoli vicini. Nel II secolo a.C. nella media valle del Rodano si sviluppò la coniatura dell'argento. Nel I secolo a.C. i Parisii realizzarono a cavallo la loro famosa e magnifica statua d'oro.

## Organizzazione politica e sociale
Secondo lo schema dell'ideologia tripartita della società indoeuropea, sviluppato da Georges Dumézil, sia i Galli che i Celti erano organizzati in tre classi: la classe sacerdotale (sacerdoti, bardi e druidi), la classe guerriera (cavalieri della nobiltà; la fanteria, il popolo e i vassalli dei cavalieri) e la classe produttiva (la plebe: commercianti, artigiani, agricoltori e allevatori).
I popoli della Gallia erano in precedenza governati da una nobiltà di tipo arcaico con i diversi strati della sua gerarchia. Cesare ci informa nei suoi Commenti sulla guerra gallica su diversi tipi di magistrati politici e religiosi: principeps (principe), vergobret (magistrato supremo), arcantodan (magistrato monetario), ecc.
La nobiltà si era formata durante i tempi "eroici" durante varie guerre o spedizioni lontane. I signori gallici (re, principi guerrieri, capi tribù e ricchi proprietari), di tipo feudale, riuniti in senato, avevano agli ordini un'enormità di vassalli e clienti la cui fedeltà era assoluta. In fondo alla piramide sociale c’erano probabilmente gli schiavi, come suggerito dai ritrovamenti archeologici delle catene di ferro nelle tombe. Sono le nuove borghesie galliche (mercanti e artigiani) che, in diverse parti della Gallia, scelgono di collaborare con il conquistatore romano per preservare i loro affari e il loro status sociale. Questi tentativi di tradimento e di "collaborazione" con l'occupante romano non sempre andarono molto bene per i nuovi oligarchi celtici, poiché tutti i membri del senati degli Aulerci, Lemovici ed Eburoni furono massacrati fino all'ultimo dai principi e dai nobili dei loro popoli. Sembra che la borghesia non abbia seguito lo stesso approccio perché capì che i Romani volevano impadronirsi dei suoi mercati e che avrebbero tutto con la conquista romana.

### Organizzazione militare

#### Periodo Hallstattiano
Il periodo di Hallstatt prende il nome dal villaggio austriaco dove sono state scoperte le tracce più antiche della civiltà celtica. Conosciuta anche come civiltà Hallstattiana, il suo periodo cronologico va dal 1100 fino al 400 a.C. diviso in due periodi principali:
- Il primo periodo (1100-800 a.C.)
- il secondo periodo (800-400 a.C.)

Durante questo periodo, i movimenti di truppe erano significativi e la reputazione dei guerrieri gallici (o celti in generale) si diffuse in tutta Europa.

##### L'armamento
L'arma principale era la lancia. La ragione è semplice. Economica da produrre perché richiedeva poco materiale nobile come il ferro, molto facile da maneggiare e causa molti danni all'avversario. Può essere maneggiata con una o due mani, la sua lunghezza varia da 180 a 250 cm. Il ferro può avere una grande varietà di forme, ma la forma principale è a foglia di salice.
La spada è relativamente corta (tra i 65 e i 70 cm di lama) ed è particolarmente affilata e appuntita, permettendo così un combattimento ravvicinato o un combattimento di movimento sui carri. Realizzato in ferro, il manico è in legno. Il profilo della lama può essere lenticolare o avere un cuore a forma di diamante con i bordi esterni tesi a formare la lama.
Il pugnale è usato come strumento di lavoro principalmente.
L'elmo celtico non è più in bronzo, ma in ferro, più leggero, oblungo, spesso rifinito con uno stemma. Il viso è protetto da paragnatidi di ferro che coprono le guance. Può essere presente una protezione per il collo.
Il resto del corpo è protetto da una linotorax. Questa protezione è composta da più strati di lino incollato. Anche se pesante e rigida, questa protezione relativamente semplice da realizzare è efficace sia contro i fendenti sia contro l'affondo. Anche se pesante, ha il vantaggio di essere estremamente flessibile e di formare una seconda pelle che protegge il combattente dai colpi di taglio. Ma è inutile contro i colpi di punta. Si presume inoltre che i combattenti indossassero sotto l’armatura, una protezione aggiuntiva chiamata subermalis per assorbire gli urti.
Lo scudo, di forma ovale per una dimensione di circa 150–160 cm di altezza e 50 – 60 cm di larghezza, è realizzato in legno. Forato al centro per posizionare la mano, una maniglia orizzontale posta sul baricentro permette una facile maneggevolezza usata per scopo difensivo o offensivo. Il piano è rinforzato con una spina di legno che protegge anche la mano. Il tutto è fissato e schermato dall'umbone di ferro e dai rivetti.

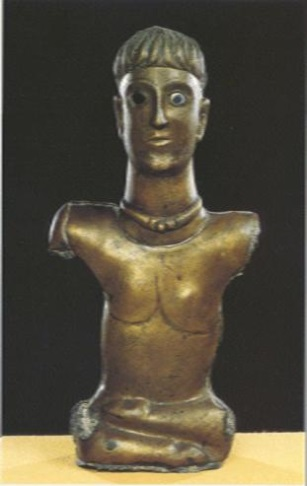
Statuetta di un probabile guerriero gallico

Testi antichi riportano alcuni casi di combattimenti con guerrieri gallici nudi o con un semplice gonnellino di pelle che protegge il basso addome. Questa scelta si spiega per impressionare l'avversario o per motivi religiosi (per loro, la morte in combattimento dava accesso diretto al paradiso), più che per ragioni di comodità (maggiore libertà di movimento).

#### La struttura dell'esercito gallico
Contrariamente a quanto si crede, l'esercito gallico è particolarmente ben strutturato. Anche se la guerra è concepita come duello o scontro individuale, è possibile sviluppare strategie elaborate e complesse.
Ci sono tre tipologie di fanti:
- Fanteria leggera

Composto principalmente da combattenti occasionali e principianti, rappresenta circa l'80% della forza armata. Il loro ruolo è principalmente quello di "fare rumore". Posto sul retro, il loro intervento è l'ultima risorsa. Questi uomini armati principalmente di lance, giavellotti o fionde sono principalmente contadini. La loro mobilitazione è quindi eccezionale ma essenziale.
- Fanteria pesante

Sono combattenti professionisti, che sanno solo combattere guerre. Molto spesso al servizio degli aristocratici, sono ambacti, mercenari o giovani aristocratici che costruiscono le loro armi. Abili nell’usare la lancia, la spada e lo scudo. Gli Ambacti sono equipaggiati dal loro padrone. Questi uomini, a seconda della fortuna del loro padrone o della propria, possono indossare la lorica hamata, un elmo e maneggiare la spada. I più ricchi, fanno parte della cavalleria. Negli scontri vittoriosi, il soldato prende la testa del nemico come trofeo e la mette sulla porta della sua casa, nel portico di un santuario o in una cassa di cedro.
- I signori della guerra

È la classe aristocratica dominante. Sanno come gestire perfettamente tutte le armi, dai giavellotti alle spade, scudi e pugnali. Generalmente i cavalieri, specialmente durante la guerra Galliche erano in prima linea. Comandano gli uomini durante il “furor gallicus” e sono considerati dagli uomini dei semidei. Hanno l'equipaggiamento completo: elmo, armatura, spada, scudo, pugnale e lancia. Sono riconoscibili per il loro abbigliamento colorato.
Un particolare strumento musicale interviene sul campo di battaglia: il carnyx. Non sappiamo esattamente quale sia il suo ruolo, ma l'ipotesi attuale è che permetta di trasmettere gli ordini tramite melodie, di dare indicazioni in base al suo orientamento e di amplificare il furor gallicus. Il carnyx è uno strumento in lega di rame alto circa 1 m, spesso con la testa di cinghiale alla sua sommità. A Tintignac, lo scavo di un sito votivo ha portato alla luce una quantità impressionante di questi strumenti ed è a oggi il sito più informativo. Due di questi carnyx sono quasi completi, uno rappresenta una testa di cinghiale e l'altro un serpente.

#### Teste come trofeo
Autori greci come Posidonio, Diodoro Siculo e Strabone riportano una particolare usanza celtica: quando i guerrieri uccidono i loro nemici, gli tagliano la testa, la legano al collo dei loro cavalli e consegnano il resto del corpo ai propri sottoposti. Una volta tornati a casa, inchiodano queste teste all'architrave della porta di casa loro o le espongono in un edificio pubblico (celle in architrave, pilastri di portici), suggerendo in quest'ultimo caso una funzione religiosa ma anche civile e politica. Le teste possono essere dipinte e le celle possono ospitare teste modellate in argilla o sovramodellate sui crani veri e propri. Profumano le teste dei loro più grandi nemici con olio di cedro e le conservano con cura in una cassa tramandata di generazione in generazione. Questo prezioso trofeo, che è una forma di omaggio ai vinti, testimonia anche il valore del guerriero che non esita a mostrarlo regolarmente agli stranieri. Posidonio paragona questo rito, a quello dei cacciatori quando devono conservare ed esporre i crani delle bestie più feroci o splendide che hanno ucciso. Il cranio umano appare quindi soprattutto come un trofeo.
Questo rituale di decapitazione è confermato da numerose rappresentazioni incise o scolpite (Entremont, Aulnat), pilastri o architravi trafitti da cellule cefaloidi per esporre teste mummificate o crani (Glanum, Roquepertuse), e da scoperte archeologiche che non consentono di capire il metodo di rimozione della testa (decapitazione, modalità di esecuzione sui vivi, o deflazione eseguita sui corpi).

### Arte e tecnica gallica

#### Architettura
L'arte architettonica è purtroppo di difficile comprensione perché non è sopravvissuta agli anni, i Galli costruivano principalmente in legno. 

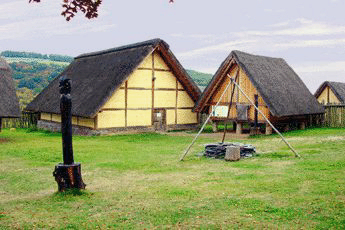
Ricostruzione delle abitazioni del popolo dei Treviri

I Galli conducono un'esistenza confortevole rivolta essenzialmente all'allevamento e all'agricoltura. Vivono principalmente in fattorie, grandi case (con una superficie media compresa tra i venti e i sessanta metri quadrati), quadrate o rettangolari, sostenute da pali di legno, con pareti in argilla (come rami di nocciola intrecciati collegati ai pali), carpenteria (assi di legno assemblate con chiodi di ferro) e ricoperte da un tetto di paglia o da canneti in forte pendenza. Le finestre sono rare e strette per mantenere il calore in inverno e fresco in estate. A volte, le pareti sono coperte da uno strato di intonaco a base di calce. Le proprietà idrorepellenti del calcare offrono protezione contro la pioggia e una durata di vita più lunga per la copertura (dai trent'anni ad un secolo). Alcune abitazioni possono essere alte da tre a quattro piani con pavimenti su ogni livello che supportano tavole unite o unite tra loro da scanalature e linguette (un pavimento trattato con olio di lino). Un camino centrale è dotato di calderone sospeso utilizzato per l'illuminazione (le case non hanno finestre), il riscaldamento e la cottura, che fa sì che il fumo si depositi (fumo nero, catrame) e agisce come insetticida. A volte queste case sono precedute da un recinto palustre (semplice recinto pastorale o sistema di recinti nidificati, costituito da un piano terra con una siepe di alberi raddoppiata da un fossato), hanno un pavimento con un pavimento e che funge da sottotetto per dormire. Queste fattorie, isolate in aedificium o raggruppate in un vicus fortificato o non fortificato o addirittura in una città (questi agglomerati con distretti specializzati 9 e 10 note gerarchiche si sviluppano alla fine del II secolo a.C), testimoniano l'intensa attività agricola: circondati da campi quadrangolari detti "celtici", comprendono diversi edifici indipendenti (stalle, granai su pali per proteggere i cereali immagazzinati dall'umidità del suolo e roditori o silos sotterranei) all'interno di un cortile. Gli allevamenti misti (principalmente per la carne, il latte e la lana, ma anche utilizzati per gli animali da tiro) nei pressi di questi allevamenti sono costituiti principalmente da bovini (buoi) e suidi.
In caso di attacco, gli abitanti dei villaggi gallici si riuniscono in un rifugio pubblico fortificato, l'oppidum o una piccola postazione militare, il dun.

#### Abbigliamento
Il vestiario gallico è costituito principalmente da una tunica con motivi in piccole tessere strettamente squadrate e tinte (tinture vegetali che, grazie alla noce gallica, danno principalmente giallo, verde, rosso robbia o addirittura marrone o nero). Questa tunica (generalmente breve per gli uomini e un abito fino alle caviglie per le donne) è stretta in vita da una cintura in tessuto. Le scarpe sono bretelle o calze di lana o tessuto di lino. In inverno, indossa lo skit, una sorta di abito decorato, a volte multicolore, pinzato con una fibula. Le scarpe o gli stivali sono in pelle.

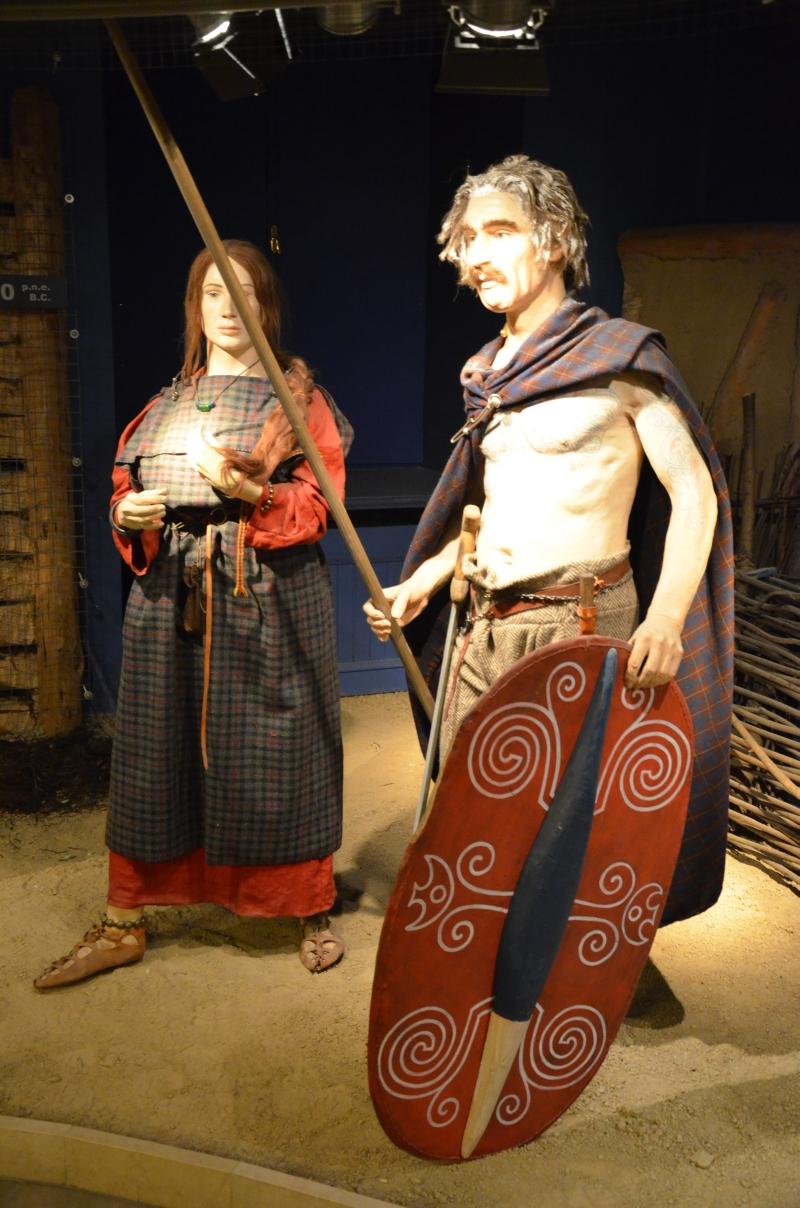
Ricostruzione di tradizionale abbigliamento gallico: maschile e femminile

#### Arte decorativa
I Galli non hanno cercato di rappresentare la realtà. Questo si riflette nelle facce succinte e nella mancanza di dettagli.
I Galli ricchi indossavano gioielli (bracciali, collane, anelli, torque, fibule, spilloni, tiara, fibbie da cintura con vari motivi) in oro, le classi inferiori in bronzo che imita l'oro o ornamenti in vetro colorato, rame o ferro.

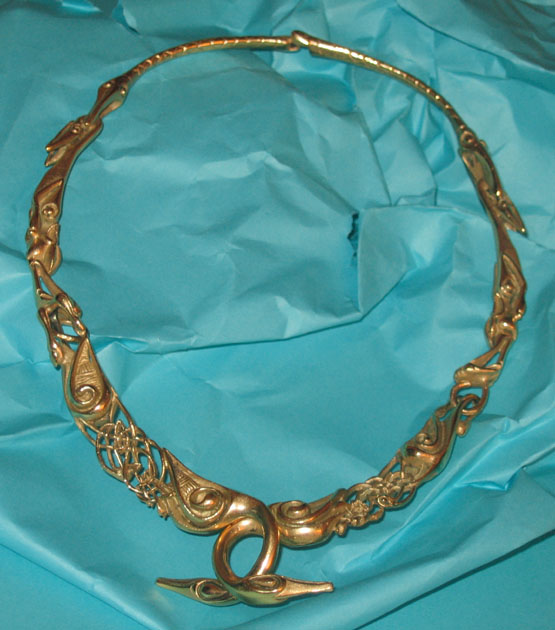
Esempio di torque gallico (riproduzione in bronzo)

Scoperte archeologiche di rasoi, specchi, pettini per capelli e barba, pulitori auricolari, pinzette, evidenziano attenzione all'igiene.

#### Materiali
L'arte dei Galli è molto diversa dai criteri estetici della cultura romana.
L'arte gallica si esprime principalmente attraverso la lavorazione dei metalli (bronzo, ferro e oro). I Galli sapevano maneggiare questi metalli con precisione ed erano eccellenti orafi. Alcune creazioni potrebbero essere state realizzate anche su ceramica.

### Fonti primarie
- Gaio Giulio Cesare, De bello Gallico
- Cornelio Tacito, Germania
- Plinio il Vecchio, Naturalis historia, IV.
- Svetonio, Vita del Divo Giulio.
- Strabone, Geografia, IV.

### Letteratura storiografica
- Peter Berresford Ellis, L'impero dei Celti, Casale Monferrato, Piemme, 1998, ISBN 88-384-4008-5.
- Maureen Carroll, Romans, Celts & Germans: the german provinces of Rome, Charleston, 2001, ISBN 0-7524-1912-9.
- Venceslas Kruta, Valerio Massimo Manfredi, I Celti d'Italia, Milano, Mondadori, 2000, ISBN 88-04-43640-9.
- Venceslas Kruta, I Celti, Milano, 2007, ISBN 978-88-95363-15-8.
- André Piganiol, Le conquiste dei Romani, Milano, Net, 2002, ISBN 88-04-32321-3.
- Marta Sordi, Scritti di storia romana, Milano, Vita e Pensiero, 2002, ISBN 88-343-0734-8. Cfr. La simpolitia presso i Galli (cap. III); Sulla cronologia liviana del IV secolo (cap. IX); Ancora sulla storia romana del IV secolo a.C.
- Francisco Villar, Gli Indoeuropei e le origini dell'Europa, Bologna, Il Mulino, 1997, ISBN 88-15-05708-0.
- Peter Wilcox; Angus McBride. Gallic e British Celts, in Rome's Enemies vol. II, Oxford, 1985. ISBN 9780850456066